# دوروته از ساکس لونبورگ
دوروته از ساکس لونبورگ (۹ ژوئیه ۱۵۱۱ - ۷ اکتبر ۱۵۷۱) همسر پادشاه کریستیان سوم دانمارک، و ملکه هم‌نشین دانمارک و نروژ بود. معروف بود که وی در امور ایالت دانمارک تأثیر داشته‌است.

## زندگی
او دختر مگنوس اول، دوک ساکس-لاونبورگ و کاترین از برونزویک-وولفنبوتل، و خواهر کاترین ساکس-لاونبورگ، اولین ملکه پادشاه گوستاف یکم سوئد بود.
دوروته در یکی از اولین ایالت‌های آلمان بزرگ شد که اصلاحات اعلام شد و تحت تأثیر لوترانیسم در اوایل زندگی قرار گرفت. وی در ۲۹ اکتبر ۱۵۲۵ در قلعه لاونبورگ با کریستیانازدواج کرد.

### ملکه
او به‌طور رسمی در سال ۱۵۳۳ ملکه شد، اما به دلیل جنگ داخلی (فئود کانت) که بلافاصله پس از پیوستن شوهرش به تاج و تخت، تاجگذاری وی تا سال ۱۵۳۷ صورت نگرفت. در ۶ اوت ۱۵۳۶، ملکه دوروته سرانجام با شاه وارد پایتخت دانمارک، کپنهاگ شد.

## فرزندان
فرزندان او عبارتند از:
- آن از دانمارک (۱۵۳۲–۱۵۳۲). ملکه آگوستوس ، منتخب ساکسونی
- فردریک دوم دانمارک (۱۵۳۴–۱۵۳۴).
- مگنوس، پادشاه لیوونیا (۱۵۴۰–۱۵۴۰).
- یوهان دوم، دوک شلشویگ -هولشتاین- سوندربورگ -پلن (۱۶۴۵–۱۵۴۵).
- دوروته دانمارک (۱۶۴۶–۱۵۴۶). ملکه به ویلیام.